# Atelognathus ceii
Espèce
Statut de conservation UICN

 DD  : Données insuffisantes
Atelognathus ceii est une espèce d'amphibiens de la famille des Batrachylidae.

## Répartition
Cette espèce est endémique de la province de Coihaique dans la région d'Aisén au Chili. Elle se rencontre à environ 450 m d'altitude. Elle n'est connue que d'une mare de 6 sur 25 m située à Villa La Tapera dans la commune de Lago Verde.

## Étymologie
Cette espèce est nommée en hommage à José Miguel Alfredo María Cei.

## Publication originale
- Basso, 1998 : A new Telmatobiine Leptodactylid frog of the genus Atelognathus from Patagonia. Herpetologica, vol. 54, no 1, p. 44-52.